# Adaptive software development
Адаптивная разработка ПО (англ. Adaptive Software Development), ASD — методология, созданная в начале 1990-х двумя проектными менеджерами Сэм Байер и Джим Хайсмит, как развитие более ранней методологии RAD.
В основе ASD лежит повторение трёх действий:
- обдумывание — определение потребностей и назначения
- взаимодействие — совместное, конкурирующее развитие возможностей
- обучение - стейкхолдеры извлекают уроки из сделанного, проводят критический анализ и тестирование

Данный цикл ставит своей целью непрерывное обучение. Он связан с постоянными изменениями, повторными оценками, попытками предугадать неизвестное на текущий момент будущее проекта и требует тесного взаимодействия между стейкхолдерами (разработчиками, тестировщиками, заказчиками и тд).
ASD — это своего рода базовая концепция для различных адаптивных разработок.